# Rüti bei Büren
Rüti bei Büren (toponimo tedesco) è un comune svizzero di 846 abitanti del Canton Berna, nella regione del Seeland (circondario del Seeland).

## Monumenti e luoghi d'interesse

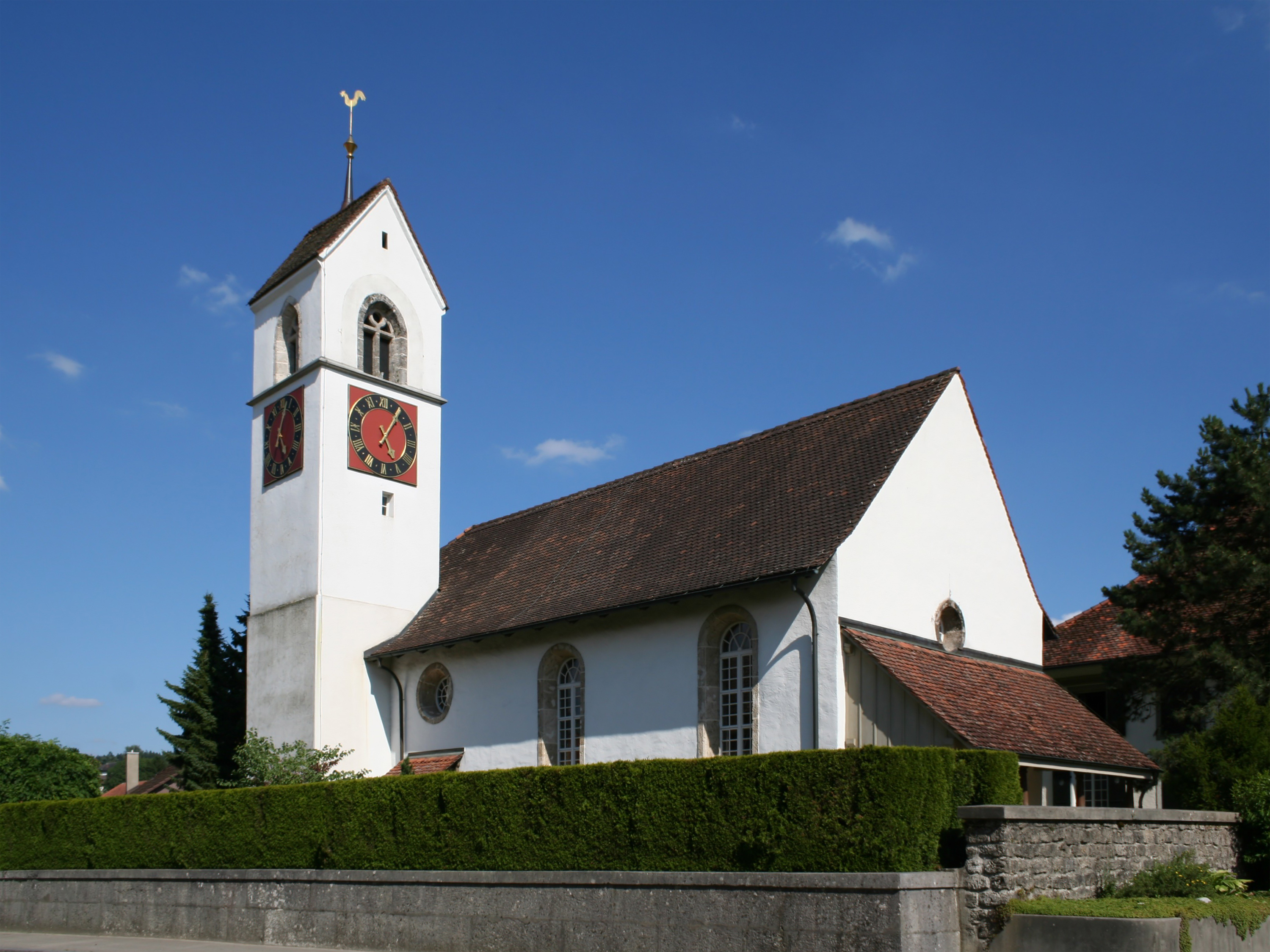
La chiesa riformata

- Chiesa riformata (già di San Maurizio), attestata dal 1251 e ricostruita nel 1689[1].

## Società

### Evoluzione demografica
L'evoluzione demografica è riportata nella seguente tabella:
Abitanti censiti

### Lingue e dialetti
La maggioranza della popolazione (94,54%) è di lingua tedesca.

### Religione
La maggioranza della popolazione è di religione protestante.

## Infrastrutture e trasporti

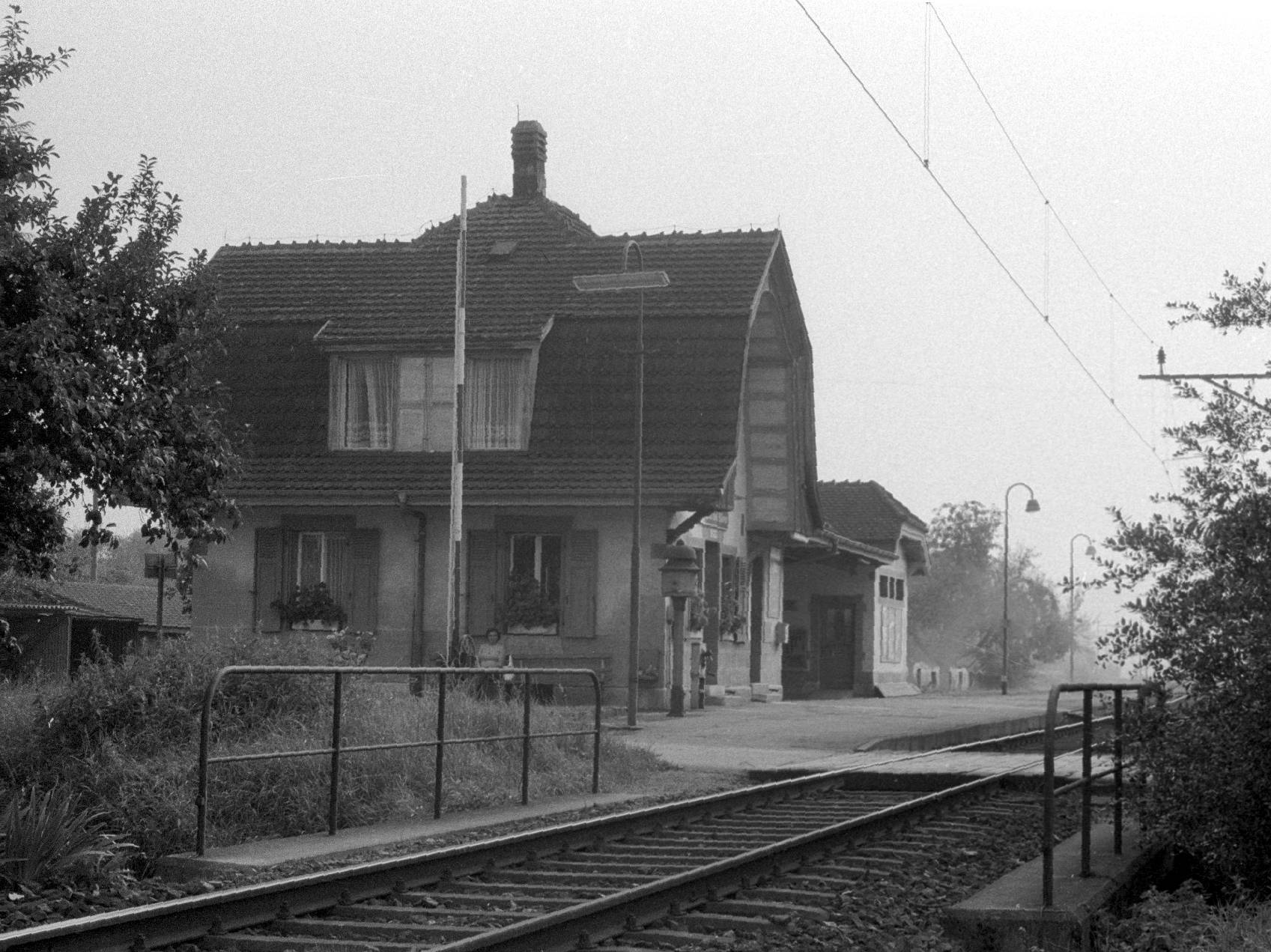
La stazione di Rüti bei Büren

Rüti bei Büren è situato sulla strada che unisce Soletta con Lyss ed è stato servito dal 1912 sino al 1994 dall'omonima stazione sulla ferrovia Lyss-Soletta.

## Amministrazione
Ogni famiglia originaria del luogo fa parte del cosiddetto comune patriziale e ha la responsabilità della manutenzione di ogni bene comune.